# Tom Muyters
Tom Muyters (Tongeren, 5 december 1984) is een voormalig Belgisch profvoetballer die als doelman speelde.

## Spelerscarrière
Muyters begon met voetballen bij Excelsior Veldwezelt. Na drie jaar vertrok hij naar Tongeren. In 1996 haalde MVV hem naar Nederland. Daar speelde Muyters tot 2002. Hij maakte op zestienjarige leeftijd zijn debuut in het betaalde voetbal.
Vanaf 14 juni 2018 speelde hij bij Roda JC in Nederland. Daar sloot hij ook zijn carrière af. Na afloop van zijn spelerscarrière opende Muyters een keepersschool.

## Clubstatistieken
| seizoen | club             | land      | competitie     | duels | goals |
| ------- | ---------------- | --------- | -------------- | ----- | ----- |
| 2001/02 | MVV              | Nederland | Eerste divisie | 4     | 0     |
| 2002/03 | MVV              | Nederland | Eerste divisie | 6     | 0     |
| 2003/04 | MVV              | Nederland | Eerste divisie | 0     | 0     |
| 2004/05 | PSV              | Nederland | Eredivisie     | 0     | 0     |
| 2005/06 | PSV              | Nederland | Eredivisie     | 0     | 0     |
| 2006/07 | VVV-Venlo        | Nederland | Eredivisie     | 0     | 0     |
| 2007/08 | KVSK United      | België    | Tweede klasse  | 27    | 0     |
| 2008/09 | Sint-Truiden VV  | België    | Tweede klasse  | 1     | 0     |
| 2009/10 | Sint-Truiden VV  | België    | Eerste klasse  | 2     | 0     |
| 2010/11 | SV Zulte Waregem | België    | Eerste klasse  | 4     | 0     |
| 2011/12 | SV Zulte Waregem | België    | Eerste klasse  | 4     | 0     |
| 2012/13 | FC Eindhoven     | Nederland | Eerste divisie | 0     | 0     |
| 2013/14 | FC Eindhoven     | Nederland | Eerste divisie | 19    | 0     |
| 2014/15 | FC Eindhoven     | Nederland | Eerste divisie | 37    | 0     |
| 2015/16 | Excelsior        | Nederland | Eredivisie     | 25    | 0     |
| 2016/17 | Excelsior        | Nederland | Eredivisie     | 17    | 0     |
| 2016/17 | Samsunspor       | Turkije   | TFF 1. Lig     | 15    | 0     |
| 2018/19 | Roda JC          | Nederland | Eerste divisie | 23    | 0     |
| 2019/20 | Roda JC          | Nederland | Eerste divisie | 25    | 0     |
| Totaal  | Totaal           | Totaal    | Totaal         | 209   | 0     |

## Erelijst
| Kampioen Tweede klasse | 1x | 2008/09 |

## Trainerscarrière
Muyters ging in januari 2022 aan de slag als keeperstrainer van MVV Maastricht. Na het ontslag van hoofdtrainer Klaas Wels in maart 2022 werd hij assistent. Later dat jaar verdween hij er naar de achtergrond: de oud-doelman ging immers in Los Angeles aan de slag in de interieurwereld.